# Yūki Yūna wa yūsha de aru
Yūki Yūna wa yūsha de aru (jap. 結城友奈は勇者である) – japoński serial anime wyprodukowany przez Studio Gokumi jako część „Takahiro IV Project”. Serial został wyreżyserowany przez Seijiego Kishi, według scenariusza napisanego przez Makoto Uezu. Był emitowany od 16 października do 25 grudnia 2014 roku.
ASCII Media Works wydało również dwie light novel będące prequelem serii oraz trzy mangi. Drugi sezon anime miał swoją premierę w Japonii 6 października 2017 roku.

## Opis fabuły
Akcja rozgrywa się na japońskiej wyspie Sikoku w Erze Boga, rok 300. Yūna, Mimori, Fū i Itsuki są członkiniami Klubu Bohaterek (jap. 勇者部 Yūsha-bu) w Gimnazjum Sanshū (jap. 讃州中学 Sanshū Chūgaku), poświęcając się, by pomóc każdemu potrzebującemu pomocy. Pewnego dnia ich zwykłe codzienne życie zostaje nagle przerwane w eksplozji światła, a one same zostają przeniesione do dziwnego lasu, gdzie spotykają tajemnicze potwory znane jako Vertexy, które starają się zniszczyć Shinju (jap. 神樹; pl. Boskie Drzewo) – bóstwo chroniące i błogosławiące ludzkość. Korzystając ze specjalnej aplikacji na telefon danej przez samo Shinju, Yūna i jej przyjaciółki muszą przekształcić się w „bohaterów” o magicznych mocach, aby móc ochronić ich świat i Shinju przed nieuchronnym zniszczeniem.

## Postacie
Yūna Yūki (jap. 結城友奈 Yūki Yūna)
Seiyū: Haruka Terui 
Uczennica drugiej klasy gimnazjum i członkini Klubu Bohaterek. Jest dumna z bycia bohaterką, lubi pomagać innym w potrzebie i zawsze jest nastawiona optymistycznie. W postaci bohatera używa swoich opancerzonych pięści w walce wręcz, jej chowańcem jest Gyūki (jap. 牛鬼). Później dostaje drugiego, przypominającego kota o imieniu Kasha (jap. 火車). W efekcie pierwszego użycia formy Mankai traci swój zmysł smaku, a po jej ponownym użyciu traci władze w nogach. Z powodu zużycia dużej ilości energii wpada w śpiączkę.
Mimori Tōgō (jap. 東郷美森 Tōgō Mimori) / Sumi Washio (jap. 鷲尾須美 Washio Sumi)
Seiyū: Suzuko Mimori 
Najlepsza przyjaciółka Yūny, jej koleżanka z klasy i członkini Klubu Bohaterek. Mieszka obok niej i często woli być nazywana po nazwisku.
Fū Inubōzaki (jap. 犬吠埼風 Inubōzaki Fū)
Seiyū: Yumi Uchiyama 
Uczennica trzeciej klasy gimnazjum i przewodnicząca Klubu Bohaterek. Jest starszą siostrą Itsuki, którą się opiekuje po śmierci ich rodziców. Posiada dużą wiedzę na temat Shinju i Vertexu i to właśnie ona poleciła przyjaciółkom aplikację potrzebną do walki z Vertexem. W postaci bohatera używa dużego miecza, jej chowańcem jest Inugami (jap. 犬神). Później dostaje drugiego o imieniu Kamaitachi (jap. 鎌鼬). W efekcie użycia formy Mankai traci wzrok w lewym oku. Zostaje ujawnione, że jej rodzice zostali zabici przez Vertex i chęć zemsty stała się głównym motywem do walki z Vertexem.
Itsuki Inubōzaki (jap. 犬吠埼 樹 Inubōzaki Itsuki)
Seiyū: Tomoyo Kurosawa 
Uczennica pierwszej klasy gimnazjum i członkini Klubu Bohaterek. Jest młodszą siostrą Fū i bardzo ją szanuje. W postaci bohatera używa pnączy, jej chowańcem jest Kodama (jap. 木霊). Później dostaje drugiego o imieniu Ungaikyō (jap. 雲外鏡). W efekcie użycia formy Mankai traci głos.
Karin Miyoshi (jap. 三好夏凛 Miyoshi Karin)
Seiyū: Juri Nagatsuma 
Doświadczona, ale nieco uparta bohaterka. Przeniosła się do szkoły Yūny i Mimori, z którymi jest razem w klasie, i dołącza do Klubu Bohaterek. W postaci bohatera używa dwóch katan, jej chowańcem jest Yoshiteru (jap. 義輝; Seiyū: Kaneta Kimotsuki ). W odcinku 11, w wyniku czterokrotnego użycia formy Mankai traci czucie w prawym ramieniu, prawej nodze, słuch i wzrok, które odzyskuje w odcinku 12.
Sonoko Nogi (jap. 乃木園子 Nogi Sonoko)
Seiyū: Kana Hanazawa 
Koleżanka z klasy Mimori z podstawówki. Po raz pierwszy pojawiła się w Washio Sumi wa yūsha de aru. W postaci bohatera używa dużego trójzębu. W wyniku użycia formy Mankai dwadzieścia razy, traci władzę nad większością swojego ciała i nie jest w staje się poruszać, a następnie zostaje umieszczona pod bezpośrednim nadzorem Taisha jako atut. Później pojawia się w anime, gdzie informuje Yūnę i Mimori o prawdzie o Systemie Bohaterek.
Gin Minowa (jap. 三ノ輪銀 Minowa Gin)
Seiyū: Yumiri Hanamori 
Koleżanka z klasy Mimori i Sonoko z podstawówki. Po raz pierwszy pojawiła się w Washio Sumi wa yūsha de aru. W postaci bohatera używa dużego ostrza. Ginie chroniąc Mimori i Sonoko. Taisha przekazuje jej terminal Karin.

## Light novel
Light novel będący prequelem serii zatytułowany Washio Sumi wa yūsha de aru (jap. 鷲尾須美は勇者である) autorstwa Takahiro i z ilustracjami Bunbun, był publikowany w magazynie „Dengeki G’s Magazine” wydawnictwa ASCII Media Works od 30 kwietnia do 29 listopada 2014 roku. Akcja powieści dzieje się dwa lata przed akcją w anime.
Inna seria light novel zatytułowana Nogi Wakaba wa yūsha de aru (jap. 乃木若葉は勇者である) autorstwa Takahiroi z ilustracjami Bunbun, miała swoją premierę w magazynie „Dengeki G’s Magazine” 30 lipca 2015 roku. Akcja tej powieści toczy się  300 lat przed wydarzeniami przedstawionymi w anime, podczas pierwszego ataku Vertexu na planetę. Przedstawia przodka Sonoko Nogi – Wakabę Nogi jako jej główną bohaterkę, a także pierwszy zespół składający się z bohaterek: Wakaby, Hinaty Kamisato, Yūny Takashimy, Chikage Kori, Tamako Doi i Anzu Iyoshimy.
Seria Kusunoki Mebuki wa yūsha de aru (jap. 楠芽吹は勇者である), autorstwa Akashiro, była publikowana przez Dengeki G's Magazine od 30 czerwca do 15 grudnia 2017 roku.

## Manga
30 czerwca 2014 roku mangowa adaptacja light novel ilustrowana przez Mottsun* rozpoczęła swoją serializację w magazynie Dengeki G’s Comic wydawnictwa ASCII Media Works. Manga zatytułowana Yūki Yūna wa yūsha-bu shozoku (jap. 結城友奈は勇者部所属) autorstwa Takahiro i z ilustracjami Kotamaru rozpoczęła swoją serializację w magazynie Dengeki G’s Magazine 30 lipca 2014 roku.
Pierwszy tom trzeciej serii mang zatytułowanej Yūki Yūna wa yūsha de aru został wydany 27 listopada 2014 roku. Manga jest ilustrowana przez Tōko Kanno.

## Anime
12-odcinkowy serial anime został wyprodukowany przez Studio Gokumi i wyreżyserowany przez Seijiego Kishi. Scenariusz anime został napisany przez Makoto Uezu, a design postaci stworzony przez Takahiro Sakai. Serial był emitowany w Japonii przez MBS od 16 października do 25 grudnia 2014 roku.
Drugi sezon anime miał swoją premierę w Japonii w 2017 roku. Został on podzielony na dwie części: „Washio Sumi Chapter” (jap. 鷲尾須美の章 Washio Sumi no shō) oraz „Hero Chapter” (jap. 勇者の章 Yūsha no Shō). Część „Washio Sumi” jest adaptacją powieści light novel Washio Sumi wa yūsha de aru, której Sumi Washio jest bohaterką. Część ta ukazała się w trzech filmach kinowych mających premierę od 18 marca do 8 lipca 2017 roku (Tomodachi, Tamashii i Yakusoku), a także została wyemitowana w telewizji jako sześć odcinków i jeden dodatkowy, od 6 października do 17 listopada 2017 roku. Trzy siedmiominutowe animacje, wyprodukowane przez W-Toon Studio i oparte na spin-offie Yūki Yūna wa yūsha-bu shozoku, zostały wyświetlone obok filmów „Washio Sumi Chapter”. Druga część – „Hero Chapter”, która jest kontynuacją pierwszego sezonu, została wyemitowana w telewizji po części „Washio Sumi” – od 24 listopada 2017 do 5 stycznia 2018 roku.
Trzeci sezon, zatytułowany Yūki Yūna wa yūsha de aru: Dai-mankai no shō (jap. 結城友奈は勇者である 大満開の章), został zapowiedziany na październik 2021 roku.

### Muzyka

#### Opening
Sezon 1
- Hoshi to hana (jap. ホシトハナ), Sanshū Chūgaku Yūsha-bu (Haruka Terui, Suzuko Mimori, Tomoyo Kurosawa, Yumi Uchiyama)

Sezon 2 cz. 1
- Egao no kimi e (jap. エガオノキミへ), Suzuko Mimori

Sezon 2 cz. 2
- Hanakotoba (jap. ハナコトバ), Haruka Terui, Suzuko Mimori, Yumi Uchida, Tomoyo Kurosawa, Juri Nagatsuma & Kana Hanazawa

#### Ending
Sezon 1
- Aurora Days, Sanshū Chūgaku Yūsha-bu (Haruka Terui, Suzuko Mimori, Tomoyo Kurosawa, Yumi Uchiyama)
- Inori no uta (jap. 祈りの歌) (odc. 9), Tomoyo Kurosawa

Sezon 2 cz. 1
- Tomodachi (jap. ともだち), Suzuko Mimori, Kana Hanazawa, Yumiri Hanamori
- Tamashii (jap. たましい), Yumiri Hanamori (odc. 4)

Sezon 2 cz. 2
- Yūsha-tachi no Lullaby (jap. 勇者たちのララバイ), Haruka Terui, Suzuko Mimori, Yumi Uchiyama, Tomoyo Kurosawa, Juri Nagatsuma, Kana Hanazawa

## Gry komputerowe
Dwie powieści wizualne wyprodukowane przez Minato Soft ze scenariuszem napisanym przez Takahiro i Osamu Murata, zostały wydane razem z pierwszym i szóstym DVD/Blu-ray z odcinkami anime 17 grudnia 2014 i 20 maja 2015 r odpowiednio. Każda powieść wizualna oferuje dziesięć różnych oryginalnych scenariuszy do gry, bohaterkom użyczyła głosu oryginalna obsada serialu. Grafika została stworzona przez Studio Gokumi. Gra akcji, zatytułowana Yūki Yūna wa yūsha de aru: Jukai no kioku (jap. 結城友奈は勇者である 樹海の記憶), została wyprodukowana przez FuRyu i wydana 26 lutego 2015 roku na platformę PlayStation Vita.